# 隆德的拉文斯布吕克档案
隆德的拉文斯布吕克档案是一份独特的资料，包含500份深度访谈记录，这些访谈是在1945年春天拉文斯布吕克集中营幸存者抵达瑞典后不久进行的。其中部分访谈曾作为证据材料用于拉文斯布吕克审判，但其余内容直到50年后的1995年才向公众公开。

## 背景
在第二次世界大战末期，由瑞典红十字会和福尔克·贝纳多特伯爵发起了“白色巴士行动”。该行动最初旨在营救斯堪的纳维亚囚犯（丹麦人和挪威人）。经过贝纳多特与党卫队首领海因里希·希姆莱的谈判，其他国籍的囚犯也逐渐被允许乘上这些巴士及后续列车。获救者中有数千名波兰人。
在隆德大学波兰语高级讲师齐格蒙特·拉科钦斯基的倡议和主持下，对波兰幸存者进行了500多次深度访谈。这些访谈揭示了拉文斯布吕克、奥斯威辛、贝尔根-贝尔森、萨克森豪森和施图特霍夫等集中营中令人震惊的生活实况。部分访谈内容曾作为证据用于拉文斯布吕克审判，而其余内容在50年后的1995年才公之于众。
即使该档案于1995年公开，但由于材料是结构混杂的手写档案且以波兰语书写，解读它们仍比较困难。

### 提升可阅读性的举措
通过隆德大学和隆德大学图书馆的努力，这些材料已被数字化。2017年，档案在互联网上开放访问，其中部分内容已翻译，并增强了可搜索性，优化了结构。这使得新一代学生和学者能够研究这些材料，增进对拉文斯布吕克集中营的认知。该项目获得克拉福德基金会、托斯滕·瑟德伯格基金会、Finn储蓄银行基金会及众多私人捐赠支持。
除访谈记录外，档案还包括幸存者捐赠的私人物品：信件、照片、笔记本和绘画等。
2025年4月，该档案被联合国教科文组织列入世界记忆计划。

### 基于档案的出版物选介
以下为基于该档案的书籍及研究成果选列：
- 塔德尔, 罗尔夫. . 斯德哥尔摩: 埃克利兹出版社. 2018. ISBN 978-91-88193-69-8. OCLC 21866081 （瑞典语）.
- 常设展览《生存之声——来自拉文斯布吕克》，永久展出于隆德文化博物馆[7]
- 贾斯敏·维希宁. . 隆德大学历史系. 2021.